# Čilenski eskudo
Čilenski eskudo (špansko escudo chileno) je bila denarna enota, ki se je v Čilu uporabljala med letoma 1960 in 1975. Uradno se je delila na 100 centésimov. Njen simbol je bil znak Eº.
Pred tem se je v državi uporabljal (stari) čilenski peso, ki je zaradi inflacije hitro izgubljal vrednost. Konec 50. let se je vlada Jorgeja Alessandrija lotila obsežne sanacije gospodarstva. V njenem okviru je bil leta 1959 sprejet odlok št. 13.305, ki je s 1. januarjem 1960 uzakonil uvedbo nove valute - eskuda. Menjalno razmerje je bilo 1000 starih pesov za 1 eskudo.
Eskudo se je delil na 100 centésimov in še na polovice centésima. Ker pa tudi eskudu ni uspelo doseči stabilnosti, so bili centésimi kmalu povsem brez vrednosti in leta 1973 je odlok št. 231 odpravil delitev eskuda na centésime.
Augusto Pinochet se je po državnem udaru leta 1973 lotil nove gospodarske reforme. 4. avgusta 1975 je bil v njenem okviru izdan odlok št. 1.123, ki je z 29. septembrom istega leta uvedel ponovno uvedbo pesa. Menjalno razmerje je bilo 1000 eskudov za en novi peso. Kovanci za 100 eskudov so še nekaj let bili v obtoku kot zakonito plačilno sredstvo. Njihova vrednost je skladno z menjalnim razmerjem znašala 10 novih centavov.

## Glejte tudi
- eskudo
- čilenski peso